# 임방울
임방울(林芳蔚, 1904년 4월 20일 ~ 1961년 5월 10일(음력 3월 7일))은 일제강점기와 대한민국의 국악인, 판소리 명창, 작사가, 작곡가, 편곡가이다.

## 생애

### 일생
그의 본명(本名)은 임승근(林承根)이며 아명(兒名)은 임종규(林鍾圭)이고 호(號)는 송정(松汀)이다.
본관은 나주(羅州)이며 전라남도 광산군 송정읍 송정리(지금의 광주광역시 광산구 송정1동)에서 출생하였고 지난날 한때 전라남도 함평군 함평면에서 잠시 유아기를 보낸 적이 있는 그는 훗날 전라남도 광산군 송정읍 도산리(지금의 광주광역시 광산구 도산동)에서 성장하였다.
그는 서편제의 명창이다. 어려서부터 가세가 빈곤하여 판소리 수도에 숱한 고난을 겪으면서도 고향에서 이재현에게 판소리 《춘향가》, 《흥보가》를 공부하였고 공창식, 유성준 문하에서 다시 닦았다. 유성준에게 《수궁가》, 《적벽가》를 사사했다. 전남의 거상인 남국일에게서 경제적 후원을 얻어 판소리에서 두각을 나타냈다. 1928년에 상경하여 외숙부 김창환의 소개로 무대에 나갔다가 크게 인기를 얻었다. 아름다운 목소리와 맛있는 목구성으로 청중을 휘어잡은 명창이다. 서편제 중 특히 단계면조에 능하였다. 일제 강점기 때 라디오 방송에 출연하는 한편, 컬럼비아·빅타 레코드 회사의 전속으로 있으면서 《춘향가》, 《심청가》 등의 전집을 제작하였다. 현재 빅터레코드판 《춘향가》 전집과 오케이판 《흥부가》 전집이 남아 있다. 일본에서 〈쑥대머리〉와 〈호남가〉를 취입한 음반은 당시에 100만 매가 팔렸다고 한다. 《춘향가》 중에서 〈쑥대머리〉가 특히 유명하다. 편곡을 비롯하여 작곡에도 재주가 있었으며, 〈호남가〉와 〈사별가〉를 남겼다.
한때 광복 후 1946년에서부터 이듬해 1947년까지 한국독립당 당무위원 등을 지냈고 1960년 국악상을 받았다. 그해에 김제에서 공연하던 날에 피를 흘리며 쓰러졌고, 1961년 5월 10일, 58세의 나이로 세상을 떠났다. 그의 장례는 한국국악사상 처음으로 국악예술인장(國樂藝術人葬)으로 치러졌다.

### 사후

#### 기념과 국악제
1997년부터 광주광역시 일원에서 국창 임방울 선생의 업적을 기리는 임방울국악제가 개최되고 있다.

#### 그의 이름을 따서 지은 도로
광주광역시에는 그의 이름을 딴 임방울대로가 있다. (광산구 우산동 상무교차로 ~ 북구 양산동)

#### 후대 방계 친척
임방울의 사위들 가운데 1명은 가수 김완선(金完宣)의 외숙부(外叔父)이며 김완선의 외조부(外祖父)는 임방울과 사돈간이자 한국무용가 한영숙(韓英淑)의 친정 6촌 오빠이다.

#### 주요 경력
- 국립국악원 고문

## 가족 및 친척 관계
- 아버지: 임경학(林敬鶴)
- 어머니: 박씨 부인(朴氏 夫人)[13]
- 이복 고모부: 김창환(金昌煥)[14]
- 이복 외숙부: 박기홍(朴基洪)[15]
- 사돈댁 아저씨: 이날치(李捺治)[16]
- 아랫사돈댁: 한영숙(韓英淑)[17]
- 아랫사돈댁: 황병렬(黃炳烈)[18]
- 윗사돈댁: 한성준(韓成俊)[19]
- 친척 조카손녀: 김완선(金完宣)[20]

## 같이 보기
- 박초월
- 조통달